# Matteo Sioli
Matteo Sioli (Milano, 1º ottobre 2005) è un altista italiano, medaglia di bronzo agli Europei indoor di Apeldoorn 2025.

## Biografia
Nato a Milano e cresciuto a Paderno Dugnano, ha iniziato a praticare la pallacanestro, poi all'età di 11 anni ha iniziato con l'atletica leggera e a 16 si è specializzato nel salto in alto.
Ai campionati del mondo under 20 di Lima 2024 vince la medaglia d'argento, stabilendo il suo nuovo record personale con 2,23 m. A fine dicembre stabilisce il record italiano juniores indoor con 2,25 m.
A febbraio 2025 vince prima il campionato italiano promesse e poi il campionati italiani assoluti con il nuovo primato personale a 2,28 m. Questo risulto gli permette di venir convocato per i campionati europei indoor di Apeldoorn, dove conquista la medaglia di bronzo portando il suo personale a 2,29 metri. Il 20 luglio vince la medaglia d'oro agli europei under 23 di Bergen, migliorando il suo personale di un altro centimetro.

## Record nazionali
Under 20
- Salto in alto indoor: 2,25 m ( Parma, 21 dicembre 2024)

## Progressione

### Salto in alto
| Stagione | Misura | Luogo              | Data      | Rank. Mond. |
| -------- | ------ | ------------------ | --------- | ----------- |
| 2025     | 2,30 m | Bergen             | 20-7-2025 |             |
| 2024     | 2,23 m | Lima               | 30-8-2024 |             |
| 2023     | 2,15 m | Gerusalemme        | 10-8-2023 |             |
| 2022     | 2,01 m | S. Donato Milanese | 8-10-2022 |             |
| 2021     | 1,87 m | Clusone            | 27-6-2021 |             |

## Palmarès
| Anno | Manifestazione | Sede        | Evento        | Risultato | Prestazione | Note                          |
| ---- | -------------- | ----------- | ------------- | --------- | ----------- | ----------------------------- |
| 2023 | Europei U20    | Gerusalemme | Salto in alto | 6º        | 2,15 m      |                               |
| 2024 | Mondiali U20   | Lima        | Salto in alto | Argento   | 2,23 m      | [ 8 ]                         |
| 2025 | Europei indoor | Apeldoorn   | Salto in alto | Bronzo    | 2,29 m      | Miglior prestazione personale |
| 2025 | Europei U23    | Bergen      | Salto in alto | Oro       | 2,30 m      | Miglior prestazione personale |

## Campionati nazionali
- 1 volta campione nazionale assoluto del salto in alto indoor (2025)
- 2 volte campione nazionale juniores del salto in alto (2023, 2024)
- 1 volta campione nazionale juniores indoor del salto in alto (2024)
- 1 volta campione nazionale promesse indoor del salto in alto (2025)

2022
- 5º ai campionati italiani allievi (Milano), salto in alto - 1,95 m

2023
- Argento ai campionati italiani juniores indoor (Ancona), salto in alto - 2,10 m
- 8º ai campionati italiani assoluti indoor (Ancona), salto in alto - 2,09 m
- Oro ai campionati italiani juniores (Grosseto), salto in alto - 2,13 m

2024
- Oro ai campionati italiani juniores indoor (Ancona), salto in alto - 2,15 m
- 4º ai campionati italiani assoluti indoor (Ancona), salto in alto - 2,15 m[9]
- 8º ai campionati italiani assoluti (La Spezia), salto in alto - 2,05 m[10]
- Oro ai campionati italiani juniores (Rieti), salto in alto - 2,16 m

2025
- Oro ai campionati italiani promesse indoor (Ancona), salto in alto - 2,20 m
- Oro ai campionati italiani assoluti indoor (Ancona), salto in alto - 2,28 m [11]
- Argento ai campionati italiani assoluti (Caorle), salto in alto - 2,20 m

## Altre competizioni internazionali
2025
- Campionati europei a squadre di atletica leggera ( Madrid)
- Argento ai Campionati europei a squadre di atletica leggera ( Madrid), salto in alto - 2,27 m
- 5º al Golden Gala ( Roma), salto in alto - 2,23 m
- 8º al Meeting international Mohammed VI d'athlétisme de Rabat ( Rabat), salto in alto - 2,21 m